# Cyril Newall, 1. Baron Newall

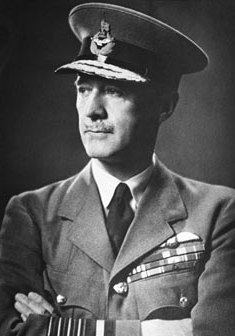
Air Chief Marshal Sir Cyril Newall (um 1940)

Cyril Louis Norton Newall, 1. Baron Newall GCB, OM, GCMG, CBE, AM (* 15. Februar 1886 in Masuri, Britisch-Indien; † 30. November 1963 in London) war ein britischer Marshal of the Royal Air Force und von 1941 bis 1946 der 6. Generalgouverneur von Neuseeland und vertrat damit das Staatsoberhaupt Georg VI.

## Frühe Jahre
Newall wurde am 15. Februar 1886 als Sohn des Oberstleutnants der britischen Armee in Indien, William Potter Newall, in Masuri, im heutigen indischen Bundesstaat Uttarakhand, geboren. Sein Vater schickte ihn zur Bedford School, einer Jungenschule in Bedford, Bedfordshire und nach seinem Abschluss dort auf das Royal Military College in Sandhurst.

## Militärische Karriere
Im Alter von 19 Jahren wurde er als Leutnant dem in Indien dienenden Royal Warwickshire Regiment zugeteilt und wechselte 1909 zum 2nd King Edward VII's Own Gurkha Rifles.
1911 absolvierte er eine Fliegerausbildung und erhielt einen Pilotenschein des Royal Aero Club. 1913 formalisierte er seine Ausbildung an der Central Flying School in Upavon und diente danach an dieser Einrichtung. Nach Ausbruch des Ersten Weltkriegs trat er im September 1914 dem Royal Flying Corps bei und diente mit der No. 1 Squadron an der Westfront. Ab März 1915 befehligte er die No. 12 Squadron im temporären Rang eines Majors, später mehrere Wings des RFC. In den Kriegsberichterstattungen wurde er drei Mal lobend erwähnt und bekam 1916 für eine Rettungsaktion unter Lebensgefahr die Albert Medal erster Klasse verliehen. Gegen Kriegsende diente Newall unter Hugh Trenchard als stellvertretender Kommandeur der Independent Force im temporären Rang eines Brigadegenerals. Nach Kriegsende wurde er als Commander in den Order of the British Empire sowie als Companion in den Order of St. Michael and St. George aufgenommen.
Im August 1919 wurde Newall im permanenten Rang eines Oberstleutnants in die Royal Air Force übernommen und wurde stellvertretender Direktor für Personal des Luftfahrtministeriums. 1923 wurde er zum Aide-de-camp von König Georg V. ernannt. 1925 bekam der das Kommando über die Special Reserve and Auxiliary Air Force und wurde im Dezember dieses Jahres Mitglied im Abrüstungskomitee des Völkerbunds. Von 1926 bis 1931 war er Direktor des Bereichs Operations and Intelligence (Geheimdienst), sowie stellvertretender Chef des Luftstabes (Deputy Chief of the Air Staff). 1931 wurde er zum Air Vice-Marshal befördert und kommandierte bis 1935 die Royal Air Force im Nahen Osten. Anschließend wurde er in das Air Council berufen und im gleichen Jahr als Knight Commander des Order of the Bath geadelt und führte fortan den Namenszusatz „Sir“.
Am 1. September 1937 wurde Newall, mittlerweile zum Air Chief Marshal befördert, Chef des Luftstabs des Vereinigten Königreichs und führte die Royal Air Force für die folgenden drei Jahre. In dieser Zeit fielen die Ausweitung der britischen Luftrüstung angesichts der sich zuspitzenden Weltlage und der Beginn des Zweiten Weltkriegs. Newall verantwortete in dieser Zeit die Zurückhaltung britischer Jagdformationen im Vereinigten Königreich während des deutschen Westfeldzugs und den Beginn der Luftschlacht um England. Einflussreiche Persönlichkeiten betrieben nach dem Ausbleiben eigener Erfolge im Kampf gegen die Achsenmächte erfolgreich seine Absetzung. Kurz nach seiner Beförderung zum Marshal of the Royal Air Force Anfang Oktober 1940 nahm Newall seinen Abschied und wurde durch Charles Portal ersetzt.

## Staatsamt
Nunmehr 55-jährig wurde Newall vom damaligen Premierminister Winston Churchill als Generalgouverneur nach Neuseeland abgeordnet. Er trat das Amt am 22. Februar 1941 und übergab es fünf Jahre später am 19. Februar 1946 seinem Nachfolger. Newall selbst trat am 6. Juni 1946 in den Ruhestand und wurde zum erblichen Baron Newall, of Clifton-upon-Dunsmoore in the County of Warwick, erhoben, womit er einen Sitz im britischen House of Lords erhielt.
Er starb am 30. November 1963 in London.
Newall war ein Mitglied im Bund der Freimaurer, er bekleidete das Amt des Großmeisters der Großloge von Neuseeland.

## Orden und Ehrenzeichen
- 1919 – Commander des Order of the British Empire (CBE)
- 1919 – Companion des Order of St. Michael and St. George (CMG)
- 1929 – Companion des Order of the Bath (CB)
- 1935 – Knight Commander des Order of the Bath (KCB)
- 1938 – Knight Grand Cross des Order of the Bath (GCB)
- 1940 – Knight Grand Cross des Order of St. Michael and St. George (GCMG)
- 1940 – Order of Merit (OM)[4]